# Liste von Burgen, Schlössern und Festungen im Département Vienne
Die Liste von Burgen, Schlössern und Festungen im Département Vienne listet bestehende und abgegangene Anlagen im Département Vienne auf. Das Département zählt zur Region Nouvelle-Aquitaine in Frankreich.

Wappen des Départements Vienne (86)
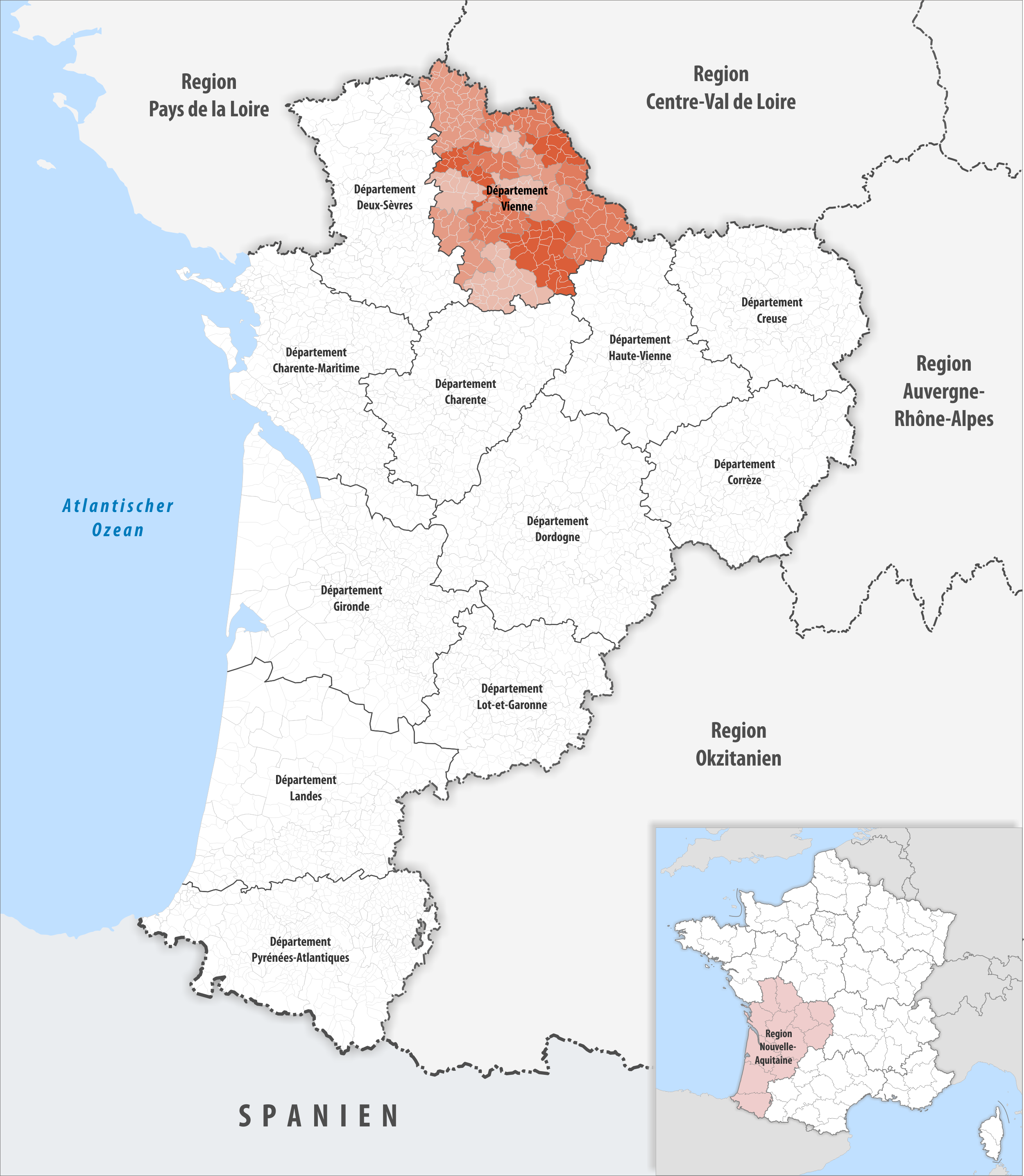
Lage des Départements Vienne in der Region Nouvelle-Aquitaine
Lage der Region Nouvelle-Aquitaine in Frankreich

## Liste
Bestand am 22. Dezember 2022: 116
| Name deu / fra                                                      | Gemeinde / Lage                                    | Typ (Untertyp)       | Bemerkungen | Bild |
| ------------------------------------------------------------------- | -------------------------------------------------- | -------------------- | --- | ---- |
| Schloss Abin Château d'Abin                                         | Saint-Genest-d’Ambière 46,827015° N, 0,341503° O   | Schloss              | |      |
| Schloss L’Angellerie Château de L'Angellerie                        | Queaux                                             | Schloss              | |      |
| Burg Angles-sur-l’Anglin Château d'Angles-sur-l'Anglin              | Angles-sur-l’Anglin 46,694088° N, 0,883054° O      | Burg                 | Ruine |      |
| Schloss Angliers Château d'Angliers                                 | Angliers 46,944616° N, 0,117505° O                 | Schloss              | |      |
| Schloss L’Audonnière Château de l'Audonnière                        | Saint-Maurice-la-Clouère 46,378432° N, 0,419335° O | Schloss              | |      |
| Schloss La Bannerie Château de la Bannerie                          | Saint-Martin-la-Pallu                              | Schloss              | |      |
| Schloss La Barbelinière Château de La Barbelinière                  | Thuré 46,836842° N, 0,44504° O                     | Schloss              | |      |
| Burg der Barone Château baronnial (Château des évêques de Poitiers) | Chauvigny 46,569107° N, 0,649258° O                | Burg                 | Ruine |      |
| Burg Beauregard Château de Beauregard                               | Queaux                                             | Burg                 | Abgegangen |      |
| Burg Berrie Château de Berrie                                       | Berrie 47,067222° N, 0,07111° W                    | Burg                 | Ruine |      |
| Schloss Le Bois-Doucet Château du Bois-Doucet                       | Lavoux                                             | Schloss              | |      |
| Burg Le Bois-Gourmond Château du Bois-Gourmond                      | Loudun                                             | Burg                 | Ruine |      |
| Burg Le Bois-Rogue Château du Bois-Rogue                            | Loudun                                             | Burg                 | Umgebaute Reste |      |
| Schloss La Bonnetière Château de la Bonnetière                      | La Chaussée                                        | Schloss              | |      |
| Schloss Bonnivet Château de Bonnivet                                | Vendeuvre-du-Poitou                                | Schloss              | Ruine |      |
| Schloss La Bouillère Château de la Bouillère                        | Valence-en-Poitou                                  | Schloss              | Zerstört |      |
| Herrenhaus La Boulinière Manoir de la Boulinière                    | Usseau                                             | Schloss (Herrenhaus) | |      |
| Schloss Bourg-Archambault Château de Bourg-Archambault              | Bourg-Archambault                                  | Schloss              | |      |
| Schloss La Brulonnière Château de la Brulonnière                    | Persac                                             | Schloss              | |      |
| Schloss Chambonneau Château de Chambonneau                          | Gizay                                              | Schloss              | |      |
| Burg Chamousseau Château de Chamousseau                             | Queaux                                             | Burg                 | Ruine |      |
| Herrenhaus Chandoiseau Manoir de Chandoiseau                        | Les Trois-Moutiers                                 | Schloss (Herrenhaus) | |      |
| Schloss La Chapelle Bellouin Château de la Chapelle Bellouin        | La Roche-Rigault                                   | Schloss              | |      |
| Schloss Le Charreau-de-Boussec Chateau du Charreau-de-Boussec       | Chauvigny                                          | Schloss              | |      |
| Schloss Chaumeil Château de Chaumeil                                | Persac                                             | Schloss              | |      |
| Burg Château-Larcher Château de Château-Larcher                     | Château-Larcher                                    | Burg                 | Mittelalterliche Stadtbefestigung samt großer und massiver Burg, wurde während der Französischen Revolution zum Abbruch freigegeben und von der örtlichen Bevölkerung als Steinbruch genutzt.         |      |
| Herrenhaus Château-Larcher Manoir de Château-Larcher                | Château-Larcher                                    | Schloss (Herrenhaus) | |      |
| Stadtbefestigung Chauvigny Fortifications de Chauvigny              | Chauvigny                                          | Burg                 | Mehrere Stadttore und Türme sind erhalten |      |
| Schloss La Chèze Château de la Chèze                                | Latillé                                            | Schloss              | |      |
| Burg Chiré-en-Montreuil Château de Chiré-en-Montreuil               | Chiré-en-Montreuil                                 | Burg                 | Wenige Reste erhalten |      |
| Schloss Chitré Château de Chitré                                    | Vouneuil-sur-Vienne                                | Schloss              | Mit Wassermühle |      |
| Schloss Le Cibioux Château du Cibioux                               | Surin                                              | Schloss              | |      |
| Schloss Clairvaux Château de Clairvaux                              | Scorbé-Clairvaux                                   | Schloss              | |      |
| Schloss Les Cordeliers Château des Cordeliers                       | Queaux                                             | Schloss              | |      |
| Turm Le Cordier Tour du Cordier                                     | Poitiers                                           | Burg (Turm)          | |      |
| Schloss Coudavid Château de Coudavid                                | Lavoux                                             | Schloss              | |      |
| Schloss Coulbret Château de Coulbret                                | Valdivienne                                        | Schloss              | |      |
| Schloss Coussay Château de Coussay                                  | Coussay                                            | Schloss              | |      |
| Schloss Couvert Château-Couvert                                     | Jaunay-Clan                                        | Schloss              | |      |
| Schloss Cujalais Château de Cujalais                                | Ceaux-en-Couhé                                     | Schloss (Herrenhaus) | |      |
| Schloss Dissay Château de Dissay                                    | Dissay                                             | Schloss              | |      |
| Herrenhaus Dulfort Manoir de Dulfort                                | Leignes-sur-Fontaine                               | Schloss (Herrenhaus) | |      |
| Haus Les Echevins Maison des Echevins                               | Loudun                                             | Schloss              | Schlossähnliches Diplomatengebäude |      |
| Schloss Épanvilliers Château d'Épanvilliers                         | Brux                                               | Schloss              | |      |
| Schloss L’Étang Château de l'Étang                                  | Saint-Pierre-d’Exideuil                            | Schloss              | |      |
| Schloss Le Fort Château du Fort                                     | Saint-Martin-la-Pallu                              | Schloss              | |      |
| Schloss Le Fou Château du Fou                                       | Vouneuil-sur-Vienne                                | Schloss              | |      |
| Schloss La Fougeret Château de Fougeret                             | Queaux                                             | Schloss              | |      |
| Schloss Galmoisin Château de Galmoisin                              | Saint-Maurice-la-Clouère                           | Schloss              | |      |
| Burg Gençay Château de Gençay                                       | Gençay                                             | Burg                 | Ruine |      |
| Schloss Gilles de Rais Château de Gilles de Rais                    | Cheneché                                           | Schloss              | |      |
| Burg Gouzon Château de Gouzon                                       | Chauvigny                                          | Burg                 | Nur der Donjon ist noch vorhanden |      |
| Schloss La Grelandière Château de la Grelandière                    | Coussay-les-Bois                                   | Schloss              | |      |
| Schloss Les Groges Chateau des Groges                               | Chauvigny                                          | Schloss              | |      |
| Burg Harcourt Château d'Harcourt                                    | Chauvigny                                          | Burg                 | Ruine |      |
| Burg Le Haut-Clairvaux Château du Haut-Clairvaux                    | Scorbé-Clairvaux                                   | Burg                 | Ruine |      |
| Schloss Jarrige Château de Jarrige                                  | Leignes-sur-Fontaine                               | Schloss              | |      |
| Schloss La Jarrige Château de la Jarrige                            | Pressac                                            | Schloss              | |      |
| Schloss Labarom Château de Labarom                                  | Cheneché                                           | Schloss              | |      |
| Schloss La Lande Château de la Lande                                | Montmorillon                                       | Schloss              | |      |
| Burg Leray Château de Léray                                         | Saint-Pierre-d’Exideuil                            | Burg                 | |      |
| Burg Loudun Château de Loudun                                       | Loudun                                             | Burg                 | Ruine |      |
| Stadtbefestigung Loudun Fortifications de Loudun                    | Loudun                                             | Burg (Befestigung)   | Einige Tore und Türme sind erhalten |      |
| Templerkommende Loudun Commanderie de templiers                     | Loudun                                             | Burg (Kommende)      | |      |
| Burg Lusignan Château de Lusignan                                   | Lusignan                                           | Burg                 | Ruine |      |
| Burg Marconnay Château de Marconnay                                 | Sanxay                                             | Burg                 | |      |
| Schloss La Massardière Château de la Massardière                    | Thuré                                              | Schloss              | |      |
| Schloss Masseuil Château de Masseuil                                | Quinçay                                            | Schloss              | |      |
| Burg La Messelière Château de la Messelière                         | Queaux                                             | Burg                 | Ruine |      |
| Schloss La Minauderie Château de la Minauderie                      | Poitiers                                           | Schloss              | |      |
| Burg Moncontour Donjon de Moncontour                                | Moncontour                                         | Burg (Donjon)        | Ruine |      |
| Schloss Monthoiron Château de Monthoiron                            | Monthoiron                                         | Schloss              | |      |
| Burg Montléon Château de Montléon                                   | Chauvigny                                          | Burg                 | Wenig erhalten, der ehemalige Donjon wurde zur Garage umgebaut |      |
| Burg Montpensier Château de Montpensier                             | Vézières                                           | Burg                 | Aus dem Mittelalter, Reste, umgebaut |      |
| Burg Montreuil-Bonnin Château de Montreuil-Bonnin                   | Montreuil-Bonnin                                   | Burg                 | Ruine |      |
| Schloss Monts Château de Monts-sur-Guesnes                          | Monts-sur-Guesnes                                  | Schloss              | |      |
| Schloss Monts Château de Monts                                      | Valence-en-Poitou                                  | Schloss              | Zerstört |      |
| Schloss Morthemer Château de Morthemer                              | Valdivienne                                        | Schloss              | |      |
| Schloss La Mothe Château de la Mothe                                | Persac                                             | Schloss              | |      |
| Schloss La Mothe-Chandeniers Château de la Mothe-Chandeniers        | Les Trois-Moutiers 47,0923° N, 0,0325° O           | Schloss              | 1932 bei einem Feuer schwer beschädigt. Mittlerweile soll die Renovierung des heruntergekommenen Schlosses mit Hilfe von Crowdfunding finanziert werden, indem Anteile an ihm erworben werden können. |      |
| Schloss La Motte Château de la Motte                                | Usseau                                             | Schloss              | |      |
| Herrenhaus Le Moulin de Roche Manoir du Moulin de Roche             | Leignes-sur-Fontaine                               | Schloss (Herrenhaus) | |      |
| Schloss Oranville Château de Oranville                              | Persac                                             | Schloss              | |      |
| Schloss Les Ormes Château des Ormes                                 | Ormes                                              | Schloss              | |      |
| Schloss La Pilatière Château de la Pilatière                        | Persac                                             | Schloss              | |      |
| Schloss Pindray Château de Pindray                                  | Pindray                                            | Schloss              | |      |
| Schloss Le Poiron Château du Poiron                                 | Valdivienne                                        | Schloss              | |      |
| Dreiecksburg Poitiers Château triangulaire de Poitiers              | Poitiers                                           | Burg                 | Abgegangen |      |
| Grafenpalais Poitiers Palais des comtes de Poitiers                 | Poitiers                                           | Schloss (Palais)     | |      |
| Burg Pruniers Château de Pruniers                                   | Pindray                                            | Burg                 | |      |
| Schloss Puirajoux Château de Puirajoux                              | Queaux                                             | Schloss              | |      |
| Schloss Purnon Château de Purnon                                    | Verrue                                             | Schloss              | |      |
| Schloss Puygarreau Château de Puygarreau                            | Saint-Genest-d’Ambière                             | Schloss              | |      |
| Schloss La Réauté Château de la Réauté                              | Ligugé                                             | Schloss              | |      |
| Schloss Remeneuil Château de Remeneuil                              | Usseau                                             | Schloss              | |      |
| Chateau de la Rivière-au-Chiray                                     | Chauvigny                                          | Schloss              | |      |
| Schloss Les Robinières Château des Robinières                       | Scorbé-Clairvaux                                   | Schloss              | |      |
| Schloss La Roche-Gençay Château de la Roche-Gençay                  | Magné                                              | Schloss              | |      |
| Schloss Les Sablonnières Château des Sablonnières                   | Queaux                                             | Schloss              | |      |
| Burg Saint-Cassien Donjon de Saint-Cassien                          | Angliers                                           | Burg (Donjon)        | Ruine |      |
| Schloss Saint-Martin la Rivière Château de Saint-Martin la Rivière  | Valdivienne                                        | Schloss              | |      |
| Burg Targé Château de Targé                                         | Châtellerault                                      | Burg                 | |      |
| Schloss Ternay Château de Ternay                                    | Ternay                                             | Schloss              | |      |
| Herrenhaus La Thibaudière Manoir de la Thibaudière                  | Tercé                                              | Schloss (Herrenhaus) | |      |
| Schloss La Touche Château de la Touche                              | Queaux                                             | Schloss              | |      |
| Schloss Touffou Château de Touffou                                  | Bonnes                                             | Schloss              | |      |
| Schloss La Tourderie Château de la Tourderie                        | Coussay                                            | Schloss              | |      |
| Schloss Le Turrault Château du Turrault                             | Coussay-les-Bois                                   | Schloss              | |      |
| Schloss Tussac Château de Tussac                                    | Leignes-sur-Fontaine                               | Schloss              | |      |
| Burg Vaucour Château de Vaucour                                     | Leignes-sur-Fontaine                               | Burg                 | |      |
| Schloss Vayres Château de Vayres                                    | Saint-Georges-lès-Baillargeaux                     | Schloss              | |      |
| Schloss La Vervolière Château de la Vervolière                      | Coussay-les-Bois                                   | Schloss              | |      |
| Burg Viliers Boivin Tour de Viliers Boivin                          | Vézières                                           | Burg (Turm)          | |      |
| Schloss Villars Château de Villars                                  | Persac                                             | Schloss              | |      |
| Schloss La Voux-Martin Château de la Voux-Martin                    | Lavoux                                             | Schloss              | |      |
| Schloss Yversay Château d'Yversay                                   | Yversay                                            | Schloss              | |      |